# コジモ3世

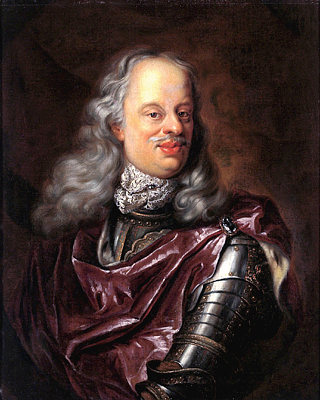
コジモ3世・デ・メディチ

コジモ3世・デ・メディチ（Cosimo III de' Medici, 1642年8月14日 - 1723年10月31日）は、メディチ家出身の第6代トスカーナ大公（在位：1670年 - 1723年）。

## 生涯
トスカーナ大公フェルディナンド2世とヴィットーリア・デッラ・ローヴェレの一人息子で、1661年にルイ14世の従姉妹のマルゲリータ・ルイーザと結婚した。
コジモはキリスト教の信仰のみに力を入れ、反ユダヤ的な政策や異端の取り締まりを強化したが、肝心な政治の方には興味を全く示さず、メディチ家の伝統でもある芸術・学問のパトロンとしての資質もなかった。また妻との間も不仲で3人の子をもうけたものの、放蕩な妻は結婚後13年でフランスへ帰ってしまい、また3人の子供達は皆跡継ぎが出来なかったため、近い将来の家門断絶が明らかになるという状態であった。
コジモはメディチ家の歴代当主の中でも最も長命な81歳で没し、彼の在位は53年もの長きにわたった。しかし、政治を顧みない彼の治世の間にメディチ家およびトスカーナ大公国の力はすっかり衰え、市民は困窮し、2度の飢饉さえ起きるほどであった。彼の死後、唯一残った次男ジャン・ガストーネが大公位を継いだ。

## 子女
| 名前                       | 伊語名           | 生年月日 | 死去   | 備考 |
| -------------------------- | ---------------- | -------- | ------ | --- |
| フェルディナンド           | Ferdinando       | 1663年   | 1713年 | ヴィオランテ・ベアトリーチェ・ディ・バヴィエーラと結婚。梅毒により死去。                                                |
| アンナ・マリーア・ルイーザ | Anna Maria Luisa | 1667年   | 1743年 | プファルツ選帝侯ヨハン・ヴィルヘルムと結婚。                                                                            |
| ジャン・ガストーネ         | Gian Gastone     | 1671年   | 1737年 | 1723年に父の後を継いだ。 アンナ・マリーア・ディ・サッソニア＝ラウレンブルグ（Anna Maria di Sassonia-Lauenburg）と結婚。 |